# Perla illiesi
Perla illiesi is een steenvlieg uit de familie borstelsteenvliegen (Perlidae). De wetenschappelijke naam van de soort is voor het eerst geldig gepubliceerd in 1973 door Braasch & Joost.